# Calliocloa trapezoides
Calliocloa trapezoides là một loài bướm đêm trong họ Noctuidae.